# Farum Kaserne
Farum Kaserne er en tidligere kaserne i Farum. Den blev etableret 1954-56 ved ekspropriationer og blev lukket som følge af Forsvarsforliget 1999 og er blevet omdannet til boligområde.
Kasernen husede Ingeniørregimentet, der flyttede til Skive og Sjællandske Trænregiment, der senere blev til Trænafdelingen og nu er sammenlagt med DANILOG.
| Militær | Spire Denne artikel om militær er en spire som bør udbygges. Du er velkommen til at hjælpe Wikipedia ved at udvide den. |

|  | Denne artikel om lokaliteten Farum Kaserne kan blive bedre, hvis der indsættes et (bedre) billede. Du kan hjælpe ved at afsøge Wikimedia Commons for et passende billede eller lægge et op på Wikimedia Commons med en af de tilladte licenser og indsætte det i artiklen. |

55°49′32.63″N 12°20′20.62″Ø / 55.8257306°N 12.3390611°Ø